# Amédée Baumgartner
Pour les articles homonymes, voir Baumgartner.
Amédée Baumgartner, né le 9 mai 1875 à Fleury-sur-Andelle et mort le 23 août 1973 à Paris, est un chirurgien français.

## Biographie
Amédée Baumgartner est le fils d’Édouard Baumgartner, un industriel protestant de Mulhouse qui s'installe en Normandie à la suite de la guerre franco-allemande de 1870, et d'Elise Faure. Il est le cousin germain de Jacques Faure. Marié à Mathilde Clamageran, il est le père du ministre Wilfrid Baumgartner et de Richard Baumgartner (président de la Société alsacienne de constructions mécaniques et vice-président de Total).
Suivant ses études de médecine à Paris, il est externe des Hôpitaux en 1897 et est nommé interne au concours de 1899, troisième d'une promotion comptant notamment André Léri (en), Louis Ribadeau-Dumas, André Lemierre ou bien Victor Le Lorier. Il suit ses quatre ans d'internat sous Richelot, Charles Monod, Paul Poirier et Paul Reclus. Il se lie d'amitié avec Louis Capette et Monod, et publie un « Précis de dissection » avec Poirier. Monod le fait entrer à la Clinique des Diaconesses, centre chirurgical protestant où il exercera la chirurgie durant une cinquantaine années.
En 1905, il passe sa thèse sur « Les hernies par glissement du gros intestin » et devient assistant de Charles Walther à hôpital de la Pitié. À l'âge de trente-trois ans, il devient chirurgien des hôpitaux.
Engagé volontaire en 1914, il exerce en tant que chirurgien militaire et dirige une ambulance chirurgicale mobile.
Après la fin de la guerre, il devient chef de service à l'hôpital Armand-Trousseau en 1919, puis chef du service de chirurgie de l'hôpital de la Charité de Paris en 1920. Il y reste durant douze ans et rénove le service. Il y fait la connaissance du Dr Émile Sergent, avec qui il se lie et collabore.
Il termine son activité à la Pitié. Il a notamment pour élèves Louis Capette, Robert Gouverneur, Henri Bayle, Robert Merle d'Aubigné, Jacques Hepp, Pierre Moyse et Philippe Monod-Broca.
Il est le président de l'Académie nationale de chirurgie pour l'année 1937, puis de l'Académie nationale de chirurgie pour l'année 1961.

## Distinctions
- Officier d'académie
- Commandeur de la Légion d'honneur